# Єврейський рух опору часів Другої світової війни
Єврейський спротив в період Голокосту — організоване або спонтанне протистояння євреїв політиці нацистів їх союзників і колабораціоністів переслідуванню та знищенню євреїв в період з 1933 по 1945 роки.
Опір поділявся на активний і пасивний.

## Пасивний опір
Пасивний опір був поширеніший. Пасивними формами опору були будь-які ненасильницькі дії, які сприяли виживанню євреїв, всупереч планам нацистів. Зокрема, для протидії планам масового умертвіння замкнених в гетто євреїв за допомогою голоду і хвороб, в гетто нелегально доставлялися їжа і медикаменти, підтримувалося наскільки це можливо особиста гігієна, створювалися медичні служби.
Важливу роль відігравав духовний опір. В гетто і навіть в концтаборах існували підпільні школи, професійні курси, проводилися культурні та релігійні заходи. Важливу роль відігравав духовний опір.

## Активний опір

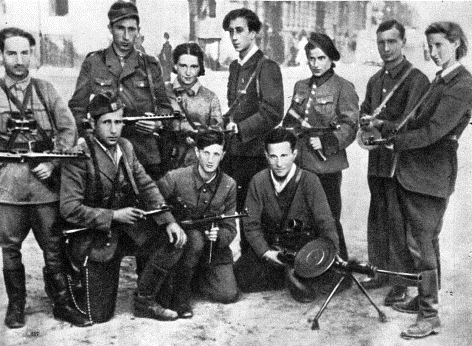
Підпільники вільнюського гетто. В центрі стоїть поет і командир підпілля Абба Ковнер

З активних форм опору існували підготовка організація втеч з гетто та концтаборів, переправлення євреїв на безпечну територію нейтральних країн, озброєні повстання в гетто і концтаборах, участь у партизанській боротьбі , диверсії та саботаж на німецьких підприємствах.
Найвідомішою акцією спротиву було повстання у Варшавському гетто. У найбільшому єврейському партизанському загоні братів Бєльських до кінця війни було 1230 чоловік.

Насильницький опір нацистам безпосередньо в гетто і концтаборах варіювався від нападу з голими руками, ножами, сокирами, зі спробами вирвати зброю в учасників акцій знищення, до ретельно продуманих і організованих повстань. Єдиним вдалим повстанням в таборі смерті за весь період війни стало повстання в таборі Собібор під керівництвом Олександра Печерського.